# Dorothy Mackaill

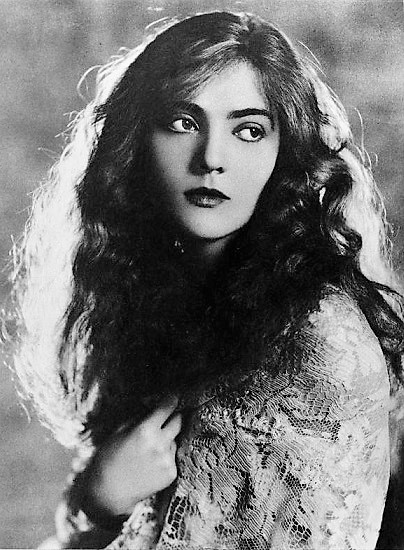
Dorothy Mackaill.

Dorothy Mackaill, född 4 mars 1903 i Hull, Yorkshire, England, död 12 augusti 1990 i Honolulu, Hawaii, var en brittisk-amerikansk skådespelare.
Hon var från 1920-talet verksam i USA som medverkande i Ziegfeld-revyn och hon slog igenom som filmskådespelare 1924 då hon utnämndes till en av årets "WAMPAS Baby Stars". Mellan 1920 och 1937 medverkade hon i över 65 filmer. Från 1955 var hon bosatt på Hawaii och medverkade inte i fler filmer. Hon gästspelade däremot i två avsnitt av TV-serien Hawaii Five-O som spelades in på plats.